# Kwiatownik szkarłatny
Kwiatownik szkarłatny (Aethopyga siparaja) – gatunek małego ptaka z rodziny nektarników. Występuje w Azji Południowej i Południowo-Wschodniej oraz na południu Chin. Nie jest zagrożony.

## Podgatunki i zasięg występowania
Wyróżnia się następujące podgatunki Aethopyga siparaja:
- A. s. seheriae (Tickell, 1833) – kwiatownik długosterny[6] – podnóże Himalajów w północnych Indiach, zachodni Bangladesz
- A. s. labecula (Horsfield, 1840) – wschodnie Himalaje, Bangladesz i Mjanma (poza jej południową częścią) do północno-zachodniego Laosu i północno-zachodniego Wietnamu
- A. s. owstoni Rothschild, 1910 – południowo-wschodnie Chiny
- A. s. tonkinensis Hartert, 1917 – południowe Chiny i północno-wschodni Wietnam
- A. s. mangini Delacour & Jabouille, 1924 – południowo-wschodnia Tajlandia, centralne i południowe Indochiny
- A. s. insularis Delacour & Jabouille, 1928 – wyspa Phú Quốc (na południe od Kambodży)
- A. s. cara Hume, 1874 – południowa Mjanma, północna Tajlandia
- A. s. trangensis Meyer de Schauensee, 1946 – południowa Tajlandia, północny Półwysep Malajski
- A. s. siparaja (Raffles, 1822) – kwiatownik szkarłatny[6] – południowy Płw. Malajski, Sumatra, Borneo i sąsiednie wyspy
- A. s. nicobarica Hume, 1873 – Nikobary
- A. s. heliogona Oberholser, 1923 – Jawa
- A. s. natunae Chasen, 1935 – Wyspy Natuna (na północny zachód od Borneo)
- A. s. flavostriata (Wallace, 1865) – kwiatownik celebeski[6] – północny Celebes
- A. s. beccarii Salvadori, 1875 – centralny i południowy Celebes i sąsiednie wyspy

Za podgatunki kwiatownika szkarłatnego uznawano także mające obecnie status osobnych gatunków: żyjącego w zachodnio-centralnych Filipinach kwiatownika czarnobrzuchego (A. magnifica) oraz kwiatownika indyjskiego (A. vigorsii) z zachodnich Indii. Opisano też wiele innych podgatunków, ale nie są one obecnie uznawane jako zbyt mało różniące się od innych populacji.

## Środowisko
Zamieszkuje widne lasy i zadrzewienia, a także zadrzewienia wtórne, namorzyny i ogrody.

## Morfologia
Długość ciała wynosi 10–12 cm, zaś masa ciała 6–8 g. U podgatunku heliogona dla samca podano następujące wymiary: ogon 48,5 mm; skrzydło 55,5 mm; dziób 16 mm; skok 14 mm. Występuje wyraźny dymorfizm płciowy. U samca czoło granatowe, opalizujące. Obszar między okiem i dziobem czarny. Paski przyżuchwowe czarne z granatowym połyskiem. Wierzch ciała, pierś i część pokryw skrzydłowych szkarłatnoczerwone. Lotki szarobrązowe, na zewnętrznych chorągiewkach żółtawo obrzeżone. Spód ciała brudnobiały. Sterówki czarne z granatową opalizacją. Samica z wierzchu szarooliwkowa, lotki podobne jak u samca. Na spodzie ciała brudnobiała do jasnego szarooliwkowego.

## Tryb życia i rozmnażanie
Żywi się bezkręgowcami (owadami i pająkami) i nektarem. Preferuje czerwone kwiaty. Często do nektaru dostaje się przebijając dziobem koronę kwiatu. Żeruje pojedynczo, parami lub w grupach rodzinnych, najczęściej w niższych częściach roślinności, czasami także w koronach drzew. Gniazdo kształtu gruszkowatego, zawieszone na wystającym ze skarpy korzeniu. W lęgu zwykle 2–3 jaja. Inkubacja trwa około 18–19 dni, wysiaduje głównie samica. Samiec pomaga samicy w opiece nad pisklętami.

## Status
IUCN uznaje kwiatownika szkarłatnego za gatunek najmniejszej troski (LC, Least Concern). Liczebność populacji nie została oszacowana, ale ptak ten opisywany jest jako zazwyczaj pospolity. Ze względu na brak dowodów na spadki liczebności bądź istotne zagrożenia dla gatunku BirdLife International uznaje trend liczebności populacji za stabilny.